# Bileaieve, Vradiivka
Bileaieve (în ucraineană Біляєве) este un sat în comuna Novopavlivka din raionul Vradiivka, regiunea Mîkolaiiv, Ucraina.

## Demografie
Componența lingvistică a localității Bileaieve
     Ucraineană (98,08%)
     Rusă (1,92%)
Conform recensământului din 2001, majoritatea populației localității Bileaieve era vorbitoare de ucraineană (98,08%), existând în minoritate și vorbitori de rusă (1,92%).